# Zaoziorni
Zaoziorni (en rus Заозёрный) és una ciutat del krai de Krasnoiarsk, a Rússia. Es troba a la vora del riu Barga, a 109 km a l'est de Krasnoiarsk.

## Història

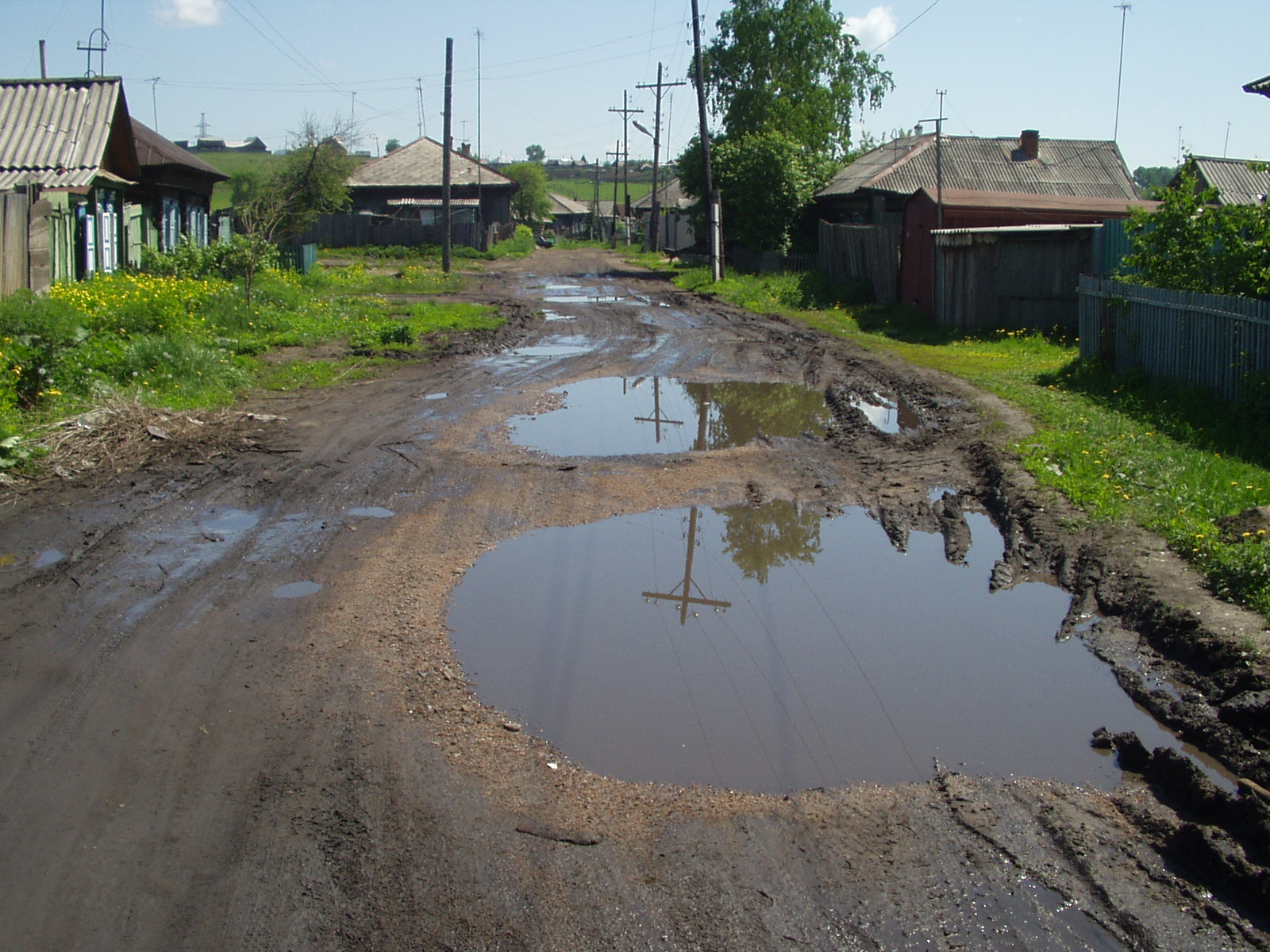
Part antiga de la ciutat.

El nom de la ciutat és un adjectiu que significa «més enllà del llac» en referència a un llac que s'estén a l'est de la ciutat. L'agost de 1776 fou creada l'slobodà de Troitsko-Zaoziórnaia en un terreny pertanyent al monestir Troitsko Turukhanski. La principal activitat econòmica de la vila aleshores era l'explotació d'una mina de mica. El 1934 aconseguí l'estatus de possiólok i fou rebatejada com Zaoziorni per eliminar els motius religiosos. Rebé l'estatus de ciutat el 1948.
A l'època de la Unió Soviètica s'hi construïren diverses fàbriques per a l'elaboració de components electrònics, maons, mobles, vestits i productes alimentaris.
Zaoziorni compta amb una estació ferroviària del Transsiberià, al kilòmetre 4.263 des de Moscou, que també serveix d'estació per a la ciutat de Zelenogorsk, a 18 km.

## Demografia
| 1939  | 1970   | 1989   | 2002   | 2010   | 2012   | 2015   |
| ----- | ------ | ------ | ------ | ------ | ------ | ------ |
| 9 153 | 27 216 | 15 714 | 12 476 | 11 285 | 10 566 | 10 271 |